# آباناکا
آباناکا (به انگلیسی: Abanaka) یک منطقهٔ مسکونی در ایالات متحده آمریکا است که در شهرستان وان ورت، اوهایو قرار دارد.